# Lista postaci serialu Ed, Edd i Eddy
Lista wszystkich postaci z serialu animowanego Ed, Edd i Eddy, którego twórcą jest Danny Antonucci. Kreskówka emitowana jest przez Cartoon Network. Postacie zostały wykreowane na podstawie życia autora. Dzieciaki z zaułka i Ohydki nawiązują do różnych osób spotkanych przez niego, a Edki do jego i jego dwóch synów. Rolf nawiązuje do niego i jego kuzynów w okresie dzieciństwa, emigracji.

## Ed, Edd, Eddy
- Ed – jest najmniej inteligentny z paczki. Jego psychika jest nadwerężona przez oglądanie horrorów i czytanie komiksów, co jest dla niego ulubionym zajęciem. Mimo słabej psychiki jest wesołym człowiekiem i ma bardzo optymistyczne podejście do życia. Jest najwyższy i najbardziej dziecinny z Edów. Jest nadpobudliwy i ma bujną wyobraźnię. Ma on dziwne skojarzenia, często wpada na głupie pomysły lub mówi zdania zupełnie nie pasujące do sytuacji. Jest bardzo silny, w przekrętach często służy jako rodzaj maszyny lub przynęty. W niektórych wyeksponowanych momentach potrafi np. podnieść z łatwością dom. Ma żółty kolor skóry, rude włosy (widać to w Nad głową Eddy'ego) i jedną brew, którą bardzo lubi (mówi, że bez niej nie mógłby robić śmiesznych min). Nazywany jest też Dużym Edem by odróżnić go od Chudego Edda, a także Jednobrewym czy Pryszczatym (zwłaszcza przez Eddy’ego). Nosi fioletowe spodnie, koszulę w biało-czerwone pasy oraz ciemnozieloną kurtkę. Chłopak ma talent do rysowania. Kocha kurczaki. Nie znosi mydła, przez co nie może się myć, dlatego jest też niechlujny i potwornie śmierdzi, czym się w ogóle nie przejmuje. W swoich ubraniach trzyma różnego rodzaju sosy od których jest uzależniony. Ma uczulenie na karmel i króliki. Jest starszym bratem Sary, która go nienawidzi. Ed panicznie boi się Sary i sióstr Ohydek (prawdopodobnie dlatego, że mama mu mówi, że dziewczyn się nie bije[2]). Prawdopodobnie ma zeza rozbieżnego, co można zauważyć w niektórych momentach. Na drugie imię ma Horacy, o czym dowiadujemy się w odcinku Zdjęcie. Ma także zmyślonego przyjaciela Gibba. Prawdopodobnie jego numer szafki szkolnej to „207”.
- Edd (ang. Double D[a]) – To mózg Edów. Jest bardzo mądry, ale czasem jego przemądrzałość lub przesadne dbanie o czystość jest dla przyjaciół męczące. Dla odróżnienia od pierwszego Eda posiada on przydomek Chudy[3]. Chudy Edd czasem sprzeciwia się szalonym pomysłom Eddy’ego, nie toleruje kłamstwa, przemocy i niechlujstwa. Jest jedynakiem[b]. Próbuje wychować Dużego Eda. Uwielbia majsterkować i się uczyć. Nie cierpi gdy ktoś kradnie mu rzeczy. Ma naukowe podejście do życia, w trakcie rozmowy używa wielu naukowych słów znanych mu ze swoich słowników[4]. Jest słaby fizycznie. Nosi pomarańczową podkoszulkę z krótkim rękawem, fioletowe spodnie i czerwone skarpety; w piątej serii jego ubiór został wzbogacony o czerwoną jesienną kurtkę z zielonymi łatami na łokciach i (w szkole) krawat. Na głowie nosi czarną czapkę, której prawie nigdy nie ściąga.
- Eddy – jest to 12-letni[c] chłopiec o krótkiej szyi. Uważa się za „szefa” Edów. Ma niski wzrost jak na swój wiek, czym się w ogóle nie przejmuje. Jest cwany, głośny, chętny do wszystkiego i uwielbia być w centrum uwagi. To on wymyśla przekręty mające na celu zarobienie pieniędzy na landrynki łamiszczęki(inne języki), przez co denerwuje inne osoby z zaułka. Ma starszego brata, którego się boją wszyscy z zaułka. Posiada kolekcję płyt Toma Jonesa i Barry’ego White’a. Nosi żółtą koszulę polo z czerwonym, pionowym paskiem i fioletowym kołnierzem oraz fioletowymi końcówkami rękawów. Posiada również niebieskie spodnie i czerwone buty; w piątej serii jego ubiór wzbogacono o bluzę (wyróżnia się tylko zamkiem błyskawicznym i tym, że ma długie rękawy). Prawdopodobnie jest leworęczny[5]. Jego numer szafki szkolnej to „204”[6]. W odcinku kiedy Nazz jest jego opiekunką ujawnia się, że ma numer domu 200, jednak na pocztówce przysłanej Eddy’emu przez brata widnieje jego adres: 220 Rethink Ave., Peach Creek. Nie wiadomo natomiast, jak Eddy się nazywa, brat bowiem zamiast jego nazwiska wpisał jego przezwisko – Pipsqueek[d]. W odcinku miasto Ed jest także mowa o tym, że jego przodkowie wybudowali Peach Creek i stracili później własność na rzecz przodka sióstr Ohydek. Na drugie imię ma Ziutek[e]. Eddy to jest również w języku angielskim zdrobnienie imienia Ed co wskazywało by w dosłownym tłumaczeniu zapis imienia: Edek.

## Pozostałe główne postacie
- Rolf – syn europejskich pasterzy, pochodzących prawdopodobnie z regionów niemieckojęzycznych. Często wspomina o Odynie i swojej przyjaciółce Grecie z Norwegii. Opowiada dzieciom z zaułka nudne historie, zazwyczaj o swojej babci lub o sobie samym. Cały czas wykonuje zadania, które zleca mu ojciec, jak np. robienie porządku w ogródku jego domu i zajmowanie się zwierzętami, które są najlepszymi przyjaciółmi Rolfa. Jego pupile to kozioł Victor, prosiak Wilfred i kura Gertruda. Rolf kultywuje różne zwyczaje europejskie, które są niezrozumiałe dla innych tubylców. Ma on też duże kompleksy i wielu rzeczy nie rozumie, mówi innym akcentem. Wśród ludzi najbardziej lubi Kevina, choć oboje bardzo się różnią. Ma niebieskie włosy i ubiór podobny do Eddy’ego: żółtą bluzkę z czerwoną, poziomą linią i niebieskie spodnie. W piątej serii jego ubiór wzbogacono o bordowy sweter. Rolf jest przywódcą Strażników Miejskich, zajmujących się porządkiem w zaułku. Jest prawie tak samo silny fizycznie, jak Ed.
- Kevin – najlepszy kumpel Rolfa, chłopak uwielbiający sporty ekstremalne i nienawidzący Edów, o których (a w szczególności o Eddym) źle się wyraża. Przeważnie jeździ na rowerze. Jest zarozumiały, złośliwy i nadpobudliwy, wyraża się niekulturalnie; używa takich zwrotów, jak: głąb, frajer, głupek. Prawdopodobnie jest chłopakiem Nazz. Ma garaż pełen landrynek łamiszczęk(inne języki), bo jego ojciec pracuje w ich fabryce. Ma czerwoną czapkę z daszkiem, którą rzadko ściąga. Kiedyś miał długie, rude włosy. Obecnie ma, jak to określił Eddy, „trzy głupie włoski”. Ma również zieloną bluzkę z długim rękawem i czarne spodnie. W piątej serii jego ubiór wzbogacono o pomarańczową jesienną kurtkę. Bardzo boi się brata Eddy’ego. Do czasu odcinka „Kłuju kłuju” bał on się bardzo panicznie igieł i zastrzyków, o czym miał nawet napisane w swych dokumentach szkolnych, przy okazji było widać było tylko pierwszą literę nazwiska Kevina (O).
- Johnny (ang. Johnny 2x4)[f] – chłopiec o dużej głowie, który lubi denerwować innych i często się dziwnie zachowuje, ale jest sympatyczny. Ma zmyślonego przyjaciela – Deskę, z którym cały czas chodzi i rozmawia. Podobnie jak Ed jest bardzo dziecinny i ma prawdopodobnie nadwerężoną psychikę, jednak się od niego zupełnie różni. Wydaje się on również mało inteligentny, jednak w jednym z odcinków można zauważyć, że ma on bardzo dobre oceny. Należy do Strażników Miejskich. Posiada biały T-shirt, niebieskie spodnie i sandały. W piątej serii jego ubiór wzbogacono o biały sweter. Kiedyś miał czarne włosy na głowie, w serialu jest łysy.
  - Deska (ang. Plank) to zmyślony przyjaciel Johnny’ego, od którego Johnny się uzależnił. Jest to w rzeczywistości nieżyjący kawałek drewna z namalowanymi oczami i ustami. Prawdopodobnie został wymyślony przez Johnny’ego i powstał ze sztachety od płotu. Jednak Johnny cały czas z nim chodzi i rozmawia – nigdy się specjalnie nie rozstają. Deska wszystko rozkazuje Johnny’emu. Deska jest też członkiem grupy Strażników Miejskich. W serialu wyeksponowane są różne serie niespodziewanych zwrotów akcji, przez co wielu sądzi, że Deska żyje. W jednym z odcinków okazuje się, że ma rodziców, zapewne też wymyślonych przez Johnny’ego.
- Jimmy – bardzo wrażliwy chłopiec będący najlepszym przyjacielem Sary. Ma aparat na zęby i cały czas przebywa u boku przyjaciółki, bawiąc się z nią lalkami. Boi się wszystkiego i jest czuły na nawet najmniejszy ból. Należy do Strażników Miejskich i często wykorzystuje Sarę do obrony przed Edami. Ma niebieski sweter i białe spodnie. Tak jak Sara jest młodszy niż reszta bohaterów. Kiedy nie ma przy nim Sary, jest bardziej odważny. W rzeczywistości chciałby zostać superbohaterem. W odcinku O jeden pomysł za grubo staje się bardzo gruby, ponieważ Ed, Edd i Eddy namówili go, aby został zapaśnikiem Sumo, gdyż sportowcy ci są bardzo szanowani i uznawani za gwiazdy.
- Sara (ang. Sarah) – dziewczyna, która jest najlepszą przyjaciółką Jimmy’ego. Cały czas z nim przebywa, bawi się z nim lalkami i broni go. Młodsza siostra Eda, którego nienawidzi i przy nadarzającej okazji wykorzystuje go i szantażuje. Ma niespotykaną u dziewczyn siłę, co prawdopodobnie u nich to rodzinne. Często zachowuje się agresywnie, szczególnie lubi wyzywać głównych bohaterów. Ma różową podkoszulkę na ramiączkach, rude włosy i niebieskie spodnie. W piątej serii można zobaczyć, że ma niebieską bluzę. Jest zakochana w Chudym Eddzie, prawdopodobnie od czasu odcinka Czterolistna koniczyna, kiedy Edd podarował jej kwiat. Podobnie jak Jimmy jest młodsza niż reszta bohaterów. Kiedy nie ma przy niej Jimmy’ego, dziwnie się zachowuje.
- Nazz Van Bartenschmear – atrakcyjna blondynka, w której się podkochują Edki, Kevin i Johnny. Jest prawdopodobnie dziewczyną Kevina. Jako jedyna lubi wszystkich z zaułka, nawet Edków (pomimo że jej czasami dokuczają). Kiedyś miała nadwagę; prowadzi aktywny tryb życia. Pewnego razu rodzice Eddy’ego powierzyli jej opiekę nad synem (odc. Randka Eddy’ego). Ma czarny podkoszulek, na nim białą koszulę na ramiączkach i fioletowe spodnie. W piątej serii jej ubiór wzbogacono o niebieską jesienną kurtkę.
- Siostry Ohydki (ang. Kanker Sisters) – trzy siostry, które kochają bez wzajemności Edków[7]. Każda upatrzyła sobie jednego z nich i uważają ich za swoich narzeczonych. Nękają i narzucają się im ze swoimi romantycznymi zamiarami, ku przerażeniu Edków. Ohydki mieszkają w przyczepie na polu campingowym (Park n’ Flush) i często się kłócą. Ich najcenniejszym skarbem jest statek w butelce. Gdy ten „klejnot rodzinny” zniknął, dziewczyny postanowiły wypowiedzieć wojnę zaułkowi (odc. Ratuj się, kto Ed). W ich skład wchodzą:
  - Lilka (ang. Lee), która jest zakochana w Eddym. Często pomiata swoimi siostrami, na co one jej się odgryzają. Ma rude włosy, biały podkoszulek w czerwone kółka i niebieskie spodnie. W filmie można zauważyć, że ma trzy oczy[potrzebny przypis], które są zawsze zasłaniane przez włosy w serialu.
  - Majka (ang. May), która jest zakochana w Edzie. Ma blond włosy, szary podkoszulek i czerwone spodnie. Jest najbardziej dziecinna i roztrzepana ze wszystkich sióstr. W odcinku walentynkowym zakochała się ze wzajemnością w Chudym Eddzie, co spowodowało zazdrość Mańki.
  - Mańka (ang. Marie), która jest zakochana w Chudym Eddzie. Mańka ma niebieskie włosy, czarny podkoszulek i zielone spodnie.

## Postacie epizodyczne
- Brat Eddy’ego – starszy brat Eddy’ego. Wszystkie dzieciaki z okolicy czują przed nim respekt. Na nieszczęście Eddy’ego już z nim nie mieszka. On nauczył Eddy’ego jak zdobywać „szmal” i jak stworzyć Śmierdzącą Bombę El Mongo. W filmie Ed, Edd i Eddy: Wielkie Kino Eddy spotyka brata, ale okazuje się już nie być tak fenomenalny, jak Eddy zapamiętał.  Jego prawdziwe imię pozostaje nieznane[potrzebny przypis].
- Profesor Przekręt – tak naprawdę jest to Eddy, który chce zwabić w pułapkę Kapitana Melonową Głowę (Johnny’ego). Pod tą postacią ma on super moce – promień bogactwa. Może przekształcać się w Profesora Przekręt-latawca (wsiada na latający rower).
- Kapitan Melonowa Głowa[g] – w rzeczywistości jest to Johnny, który pod postacią superbohatera pilnuje sprawiedliwości. Ma maskę z melona i myśli, że pod tym przebraniem nikt go nie rozpozna. Gdy on się pojawia zazwyczaj przerywają się wszystkie rozmowy i zamiast ciała Johnny’ego widać tylko jego cień. Potrafi on wysoko skakać po domach i jest szybki oraz niespodziewany.
- Drzazga Cudowne Drewno[h] – tak naprawdę jest to Deska, przywiązany do miotły z maską, na której na malowane są oczy. Pod tą postacią pomaga Johnny’emu pilnować sprawiedliwości. Gdy usłyszy gwizd, natychmiast się zjawia. Johnny używa Drzazgi jako rumaka. Postać ta eksponuje więcej zwrotów, które są raczej charakterem żywego przedmiotu, niż niespodziewanego zwrotu nieożywionego przedmiotu[8]

## Postacie nie występujące osobiście
- Greta – przyjaciółka Rolfa z Norwegii. Mowa o niej w odcinku Przygoda Korespondencyjna. Była znana z robienia żartów Rolfowi. Niezależnie skontaktowała się ona również z Chudym Eddem. Wysyłała Chudemu Eddowi prezenty w ramach programu szkolnego Strażników Miejskich, polegającym na wysyłaniu listów z dalekich krajów do szkoły Edków.
- Hiaki – mowa o nim w odcinku Przygoda Korespondencyjna. Wysyłał Eddy’emu listy z Korei. Raz nawet wysłał pieniądze, które jednak nic nie były warte w rejonie Edków. Brał udział w programie szkolnym Strażników Miejskich.
- Yeshmiyek[i] – wróżka występująca w świątecznej kulturze Rolfa. Według jego wiary przygotowuje świąteczną mięsną ucztę dla dobrych ludzi, za to złych wrzuca do gara. Rolf zaśpiewał Eddy’emu piosenkę ku czci jej pysznych pieczeni. Jej obrazek pojawił się w odcinku Dzwoń, Dzwoń, Dzwoń Dzwoneczku. Na jej cześć wiesza się na całym domu mięso.

## Postacie/stanowiska z odc. „Wołają go Pan Edzio”
- Pan Edzio (ang. Mr. Eddy) – tak naprawdę to Eddy. Szef spółki Edco.
- Pan D (ang. Mr. D) (czyt. Pan Di) – tak naprawdę to Chudy Edd. Asystent Pana Edzia.
- Panna Nazz – Sekretarka spółki Edco. Mówi, że Jimmy projektuje „na poziomie”.
- Ochroniarze Rolf i Victor – Ochroniarze spółki Edco.
- Projektant Jimmy – Projektant recepcji spółki Edco.
- Goniec Johnny – Goniec spółki Edco. Nie zna się na swojej pracy.
- Ed – Ed prawdopodobnie również jest zatrudniony w Edco, lecz nie wiadomo jakie ma stanowisko. Buduje windę aż do Księżyca. Nie jest zauważany w „firmie” poza Panem D, kiedy Ed uderza w fikcyjną ścianę biura Pana Edzia.

## Postacie pojawiające się w krótkim filmiku, który ulokował się po filmie
- Kapitan Tykwa – złoczyńca, który powstał z Kapitana Melonowej Głowy. Chce zemścić się na zaułku za pobicie.
- Diaboliczna Belka – postać współpracująca z Kapitanem Tykwą. Powstała ona z Drzazgi Cudowne Drewno, współpracuje z Kapitanem Tykwą, jednak „mówi” mu po pewnym czasie, że już nie ma czasu na zemstę ze względu na koniec filmu.